# 3995 Sakaino
3995 Sakaino eller 1988 XM är en asteroid i huvudbältet, som upptäcktes den 5 december 1988 av den japanske amatörastronomen Takuo Kojima i Chiyoda. Den är uppkallad efter Teruo Sakaino.
Asteroiden har en diameter på ungefär 9 kilometer.